# See Me Now
"See Me Now" é uma canção do rapper norte-americano Kanye West com a participação de Beyoncé e Charlie Wilson. No iTunes a canção foi adicionada como faixa bônus no álbum My Beautiful Dark Twisted Fantasy, tendo a participação do rapper Big Sean.
Foi composta por West, Knowles, Wilson e Sean, enquanto a produção foi feita por West, Lex Luger e No ID.

## Avaliação da crítica
"See Me Now" recebeu uma avaliação positiva dos críticos de música. Christian Hoard da revista Rolling Stone, fez elogios a música e lhe deu três estrelas e meia, em um máximo de cinco.

## Desempenho
| Tabelas musicais (2010)                             | Melhor posição |
| --------------------------------------------------- | -------------- |
| Coreia do Sul - Gaon Music Chart Internacional      | 13             |
| Estados Unidos - Bubbling Under R&B/Hip-Hop Singles | 2              |